# Damousies
Damousies település Franciaországban, Nord megyében. Lakosainak száma 205 fő (2022. január 1.). Damousies Ferrière-la-Petite, Wattignies-la-Victoire, Beaufort, Dimechaux, Ferrière-la-Grande, Obrechies és Dimont községekkel határos.

## Népesség
A település népességének változása:
| Lakosok száma | 227  | 204  | 197  | 193  | 197  | 202  | 207  | 206  | 205  |
|               | 2013 | 2015 | 2016 | 2017 | 2018 | 2019 | 2020 | 2021 | 2022 |